# سلطان عقيلي
سلطان أحمد عقيلي لاعب كرة قدم سعودي، يلعب في خط الوسط في نادي جرش.

## مسيرة اللاعب
لعب في نادي التهامي ونادي الكوكب ونادي النهضة ونادي الأنصار ونادي جدة ونادي القيصومة ونادي حطين ونادي جرش.